# Za króla Krakusa
Za króla Krakusa – polski film animowany, zrealizowany w 1947 roku przez Zenona Wasilewskiego techniką animacji lalkowej.
Pomysł realizacji filmu zrodził się u Zenona Wasilewskiego jeszcze w okresie przedwojennym, zrealizowany został jednak dopiero po wojnie. Film jest uważany za pierwszy polski profesjonalny film animowany, skierowany do dziecięcej widowni (jak pierwszy polski film animowany wskazywana jest kreskówka pt. Reklama reklamy, zrealizowana w 1945 roku przez Macieja Sieńskiego w Wytwórni Filmowej Wojska Polskiego).

## Fabuła
Scenariusz 14-minutowego filmu został oparty na legendzie o Smoku Wawelskim i dzielnym szewczyku.

## Nagrody
Realizator filmu, Zenon Wasilewski otrzymał za niego III nagrodę na festiwalu filmowym w Bahii w 1951 roku oraz wyróżnienia: w 1954 roku na Konkursie na Najlepszy Film dla Dzieci w Paryżu oraz w 1973 roku na Międzynarodowym Festiwalu Filmów dla Dzieci w Kalkucie.